# Annawan (Illinois)
Annawan es un pueblo ubicado en el Henry en el estado estadounidense de Illinois. En el Censo de 2010 tenía una población de 878 habitantes y una densidad poblacional de 171,56 personas por km².

## Geografía
Annawan se encuentra ubicado en las coordenadas 41°23′41″N 89°53′17″O / 41.39472, -89.88806. Según la Oficina del Censo de los Estados Unidos, Annawan tiene una superficie total de 5.12 km², de la cual 5.12 km² corresponden a tierra firme y (0%) 0 km² es agua.

## Demografía
Según el censo de 2010, había 878 personas residiendo en Annawan. La densidad de población era de 171,56 hab./km². De los 878 habitantes, Annawan estaba compuesto por el 97.15% blancos, el 0.57% eran afroamericanos, el 0% eran amerindios, el 1.37% eran asiáticos, el 0% eran isleños del Pacífico, el 0.68% eran de otras razas y el 0.23% pertenecían a dos o más razas. Del total de la población el 1.59% eran hispanos o latinos de cualquier raza.